# Miltonia binotii
Miltonia binotii är en orkidéart som beskrevs av Célestin Alfred Cogniaux. Miltonia binotii ingår i släktet Miltonia och familjen orkidéer. Inga underarter finns listade i Catalogue of Life.